# Riserva naturale guidata Zompo lo Schioppo
La riserva naturale guidata Zompo lo Schioppo è un'area naturale protetta istituita nel 1987 situata nel comune di Morino (AQ), in Abruzzo. Nella frazione di Grancia si trova la sede dell'ecomuseo della riserva naturale Zompo lo Schioppo.

## Territorio

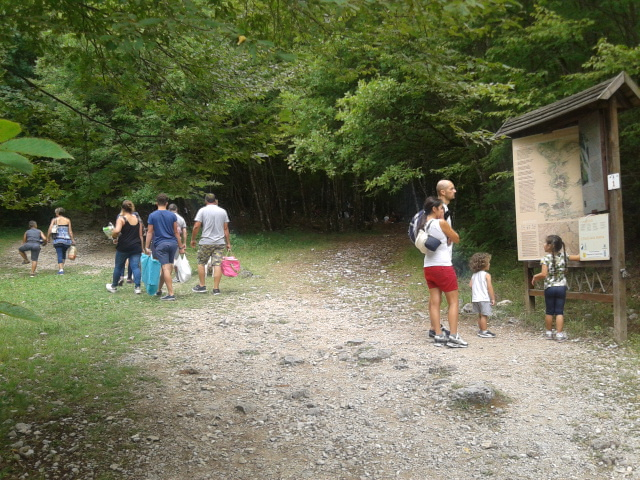
Ingresso della riserva

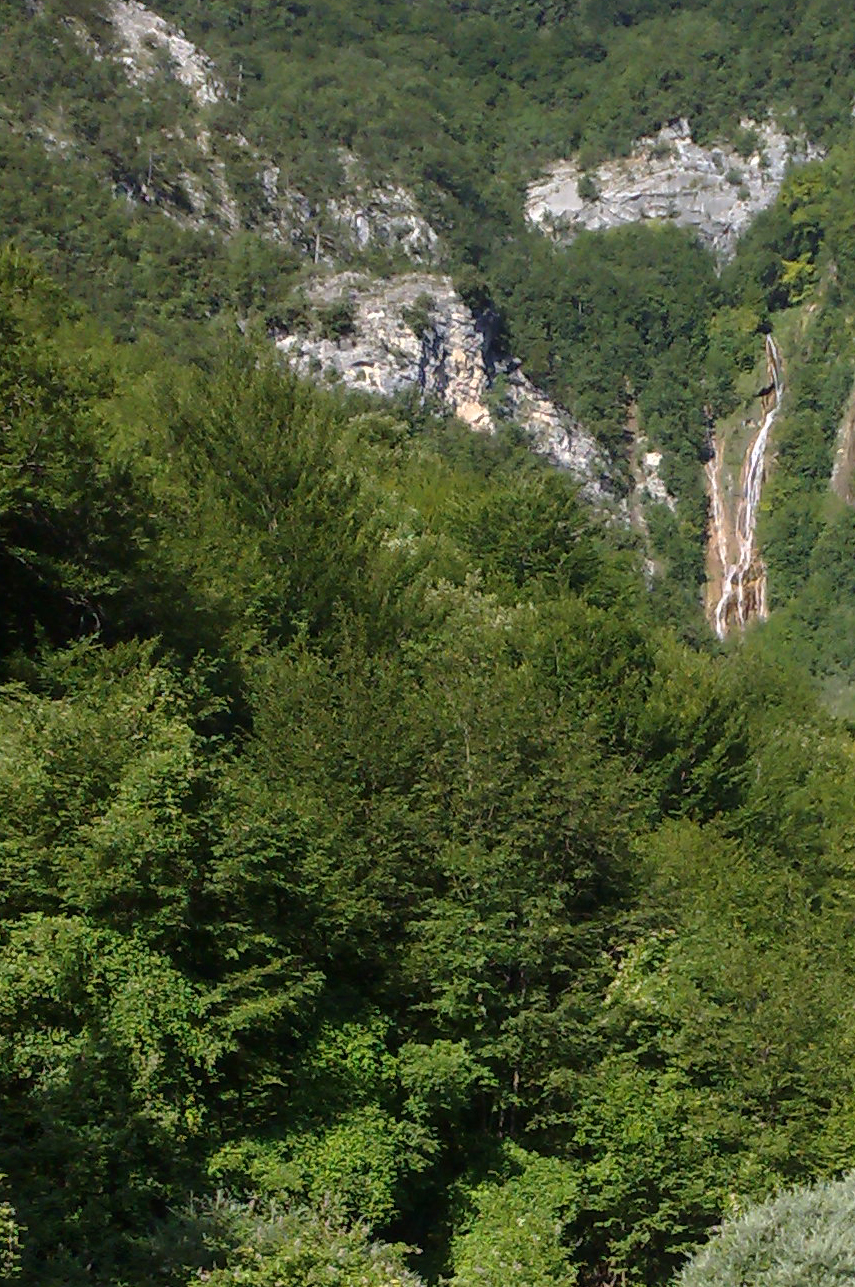
Veduta dell'area protetta

Comprende un'area di circa 1025 ettari, più 300 ettari di fascia di rispetto e situata sul versante orientale abruzzese dei monti Ernici. Il territorio incluso nella valle Roveto, è composto da rocce calcaree e, come avviene nella maggior parte delle rocce che si trovano in zona, comprende doline e inghiottitoi.
Zompo lo Schioppo rappresenta la cascata naturale più alta dell'appennino centrale dopo quella del Rio Verde di Borrello (CH); le acque del torrente Romito precipitano infatti da un'altezza di oltre 80 metri per poi confluire a valle verso l'abitato di Morino. La portata della cascata, originandosi da fenomeni carsici, dipende dalla quantità di precipitazioni che si hanno durante l'anno.
Le cascate minori, denominate "delle Monache" sono sempre presenti, mentre quella principale ha carattere intermittente. Il motivo è da ritrovarsi nel bacino carsico che le origina, i cosiddetti "fori", che danno luogo a cascate poste ad altezze diverse, più in alto quello della cascata principale e più in basso quelle minori: con scarse precipitazioni il livello dell'acqua si abbassa e permette all'acqua di uscire solo da quelle più piccole, poste più in basso. La sede dell'ente gestore si trova a Grancia di Morino.

## Ambiente

### Flora
Possiamo dividere la flora di questa riserva in base all'altitudine, infatti sulla parte più alta si trova la flora tipica dei pascoli di alta montagna, mentre tra i 900 e i 1800 m s.l.m. abbondano i boschi a Fagus sylvatica, che nella riserva a causa del microclima fresco delle forre e delle valli è possibile trovare con sporadici esemplari già dai 500 metri di altitudine, non distanti da elementi tipicamente mediterranei come il leccio e il corbezzolo.
Tracce di mediterranea inoltre raggiungono anche vette più alte, che a causa dell'esposizione solare e dell'aridità edafica possono ospitare piante tipiche della gariga calda: in alcuni ghiaioni particolarmente aridi e con microclima caldo, in località "Le Scalelle", infatti è stata da poco rilevata una piccola stazione di terebinto (Pistacia terebinthus), mentre sulle rupi della cascata c'è una popolazione, relitto dell'ultima glaciazione, di pino nero (Pinus nigra subsp. nigricans, var. italica).
Fra le specie più pregevoli dal punto di vista conservazionistico si segnala nella faggeta la presenza frequente di Taxus baccata, pregevole per la dimensione e lo stato di conservazione degli esemplari, in una associazione vegetale con faggio e agrifoglio, molto rara in Italia. Sono presenti anche molte orchidee rare o endemiche dell'Abruzzo. Altra specie degna di nota è la carnivora Pinguicula vulgaris L. subsp. ernica.
Al di sotto dei 900 metri il paesaggio vegetale è caratterizzato prevalentemente dal bosco misto a cerro, roverella, carpino bianco e nero, castagno, tiglio, varie specie di acero e il raro farnetto; tali specie, un tempo sottoposte a ceduazione, stanno assumendo aspetto di fustaia grazie ai provvedimenti imposti dalla riserva.

### Fauna
La contiguità con il parco nazionale d'Abruzzo, Lazio e Molise, fa sì che parecchie specie passino da una riserva all'altra. Tra le specie caratteristiche figurano gli invertebrati come plecotteri e tricotteri, indicatori di acque pulite e ossigenate e della planaria alpina, relitto dell'ultima glaciazione.
- Avifauna: in questa riserva si possono trovare quasi tutte le specie di picchi presenti in Italia, oltre alla rarissima aquila reale, lo sparviere, il falco pellegrino e il gracchio alpino. Tra i rapaci notturni il raro gufo reale, il barbagianni e la civetta.
- Mammiferi: si possono avvistare i lupi appenninici, caprioli, oltre ai comunissimi cinghiali, moscardini e volpi. Per l'orso bruno marsicano, che era presente sicuramente in tempi storici, sono in corso monitoraggi per accertare la reale presenza nella riserva rovetana, sia stabile che occasionale. Nei pressi della riserva è stata accertata la presenza occasionale dell'orso[3].
- Rettili: la biscia dal collare, la lucertola campestre, l'orbettino italiano, il ramarro;
- Anfibi: la Salamandrina dagli occhiali specie endemica italiana, rara nel resto dell'Italia ma non in quasi tutte le riserve abruzzesi, ricche di corsi d'acqua.

## Etimologia
Il nome deriva dal termine dialettale di "salto", ossia "Zompo", e dal fragore che l'acqua provoca cadendo sulle rocce che è simile a quello di un fucile, lo "Schioppo". Nelle giornate di vento, avvicinandosi alla cascata tale suono appare più marcato, la suggestione era ed è talmente forte che anche Alexandre Dumas lo riportò nella sua opera La Marsica e il Fucino in una cronaca di viaggio a metà '800.